# Департмани Француске
Департмани су административне јединице Француске и многих бивших француских колонија. Сто француских департмана су груписани у 22 матична и 4 прекоморска региона. Департман Мајот (овај статус је добио 2011) не припада ниједном региону.

## Основне особине
У континенталној Француској (матична Француска изузимајући Корзику), просечна површина департмана је 5.965 km². Према попису из 1999. године департман у континенталној Француској имао је у просеку 511.012 становника.

## Административна улога
Сваким департманом управља скупштина изабрана на шест година, а њен извршни орган је председник скупштине (до 1982. на челу је био префект).
Француску владу у департману представља префект којег именује председник. Префекту помажу један или више потпрефеката који се налазе у седиштима дистрикта изван седишта департмана.
Град који је средиште департмана назива се префектура. Сваки департман може имати од један до седам округа. Главни град округа назива се потпрефектура. На челу потпрефектуре налази се потпрефект.
Окрузи су даље подељени на општине а сваком општином управља градска скупштина. Француска (у 1999) је имала 36.779 општина.
Већина департмана има површину између 4.000-8.000 km² и између 250.000 и милион становника. Површином највећи департман је Жиронда (10.000 km2), а најмањи је град Париз (105 km2, не рачунајући предграђа, која су данас укључена у суседне департмане). Највише становника има Норд (департман) (2.550.000), а најмање Лозер (74.000)
Департмани су означени: са својим двоцифреним бројевима на поштански број, у INSEE бројевима (укључујући и бројеве друштвене сигурности) и на регистарским ознакама аутомобила, иако је задња примена нестала са новим регистарским таблицама од 2006. Обратити пажњу да не постоји број 20, већ 2A и 2B. Такође обратити пажњу да двоцифрен број 98 користи Монако. Заједно са ISO 3166-1 државним кодом FR, бројеви формирају ISO 3166-2 кодове за матичне департмане. Прекоморски департмани добијају два слова за ISO 3166-2 код.

## Историја
Департмани су формирани 4. јануара 1790. године одлуком конститутивне скупштине као рационалнија замена за бивше провинције. Формирањем департмана власт је намеравала да укине француске историјске регионе и да на тај начин избрише културалне разлике и хомогенизује нацију. Већина департмана је по главним рекама подручја или по другим физичким појавама.
Број департмана је, упоредо са територијалним проширењем републике и царства), порастао са првобитних 83 на 130 до 1810. године, али је тај број опет смањен на 86 након Наполеонових пораза 1814-1815. Још три департмана су додата након припајања Нице и Савоје 1860. године.
Три департмана у Алзасу-Лорени који су уступљени Немачкој 1871. (Горња Рајна, Доња Рајна и Мозел) враћени су Француској 1919. Када су Алзас и Лорена уступљени 1871. године, мали део департмана Горња Рајна одвојио се од остатка Алзаса-Лорене и остао је у Француској. Ова територија, названа Територија Белфор, није реинтегрисана у повраћени департман Горња Рајна 1919, а уместо тога добила је статус департмана 1922. године, поставши 90. департман Француске.
Реорганизација Париског региона (1968) и подела Корзике (1975) повећали су број департмана са 94 на 100, укључујући и четири прекоморска департмана Гијану у Јужној Америци, Гваделуп и Мартиник у Карипском мору и Реинион и Мајот у Индијском океану. Мајот је стекао овај статус 2011.

## Мапа и списак департмана
| Редни број | Департман              | Префектура     |
| ---------- | ---------------------- | -------------- |
| 01         | Ен ()                  | Бур ан Брес    |
| 02         | Ен ()                  | Лаон           |
| 03         | Алије (департман)      | Мулен          |
| 04         | Горњопровансалски Алпи | Дињ ле Бен     |
| 05         | Горњи Алпи             | Гап            |
| 06         | Приморски Алпи         | Ница           |
| 07         | Ардеш                  | Прива          |
| 08         | Ардени                 | Шарлвил Мезјер |
| 09         | Арјеж                  | Фоа            |
| 10         | Об                     | Троа           |
| 11         | Од                     | Каркасон       |
| 12         | Аверон                 | Родез          |
| 13         | Ушће Роне              | Марсељ         |
| 14         | Калвадос               | Кан            |
| 15         | Кантал                 | Оријак         |
| 16         | Шарант                 | Ангулем        |
| 17         | Приморски Шарант       | Ла Рошел       |
| 18         | Шер                    | Бурж           |
| 19         | Корез                  | Тил            |
| 2A         | Јужна Корзика          | Ајачо          |
| 2B         | Горња Корзика          | Бастија        |
| 21         | Златна обала           | Дижон          |
| 22         | Приморје               | Сен Бријек     |
| 23         | Крез                   | Гере           |
| 24         | Дордоња                | Периге         |
| 25         | Ду                     | Безансон       |
| 26         | Дром                   | Валанс         |
| 27         | Ер                     | Евре           |
| 28         | Ер и Лоар              | Шартр          |
| 29         | Финистер               | Кемпер         |
| 30         | Гар                    | Ним            |
| 31         | Горња Гарона           | Тулуз          |
| 32         | Жерс                   | Ош             |
| 33         | Жиронда                | Бордо          |
| 34         | Еро                    | Монпелије      |
| 35         | Ил и Вијен             | Рен            |
| 36         | Ендр                   | Шатору         |
| 37         | Ендр и Лоара           | Тур            |
| 38         | Изер                   | Гренобл        |
| 39         | Јура                   | Лонс ле Соније |
| 40         | Лāнд                   | Мон де Марсан  |
| 41         | Лоар и Шер             | Блоа           |
| 42         | Лоара                  | Сент Етјен     |
| 43         | Горња Лоара            | Ле Пиј ан Веле |
| 44         | Атлантска Лоара        | Нант           |
| 45         | Лоаре                  | Орлеан         |
| 46         | Лот                    | Каор           |
| 47         | Лот и Гарона           | Ажен           |
| 48         | Лозер                  | Менд           |
| 49         | Мен и Лоара            | Анже           |
| 50         | Манш                   | Сен Ло         |

| Редни број | Департман                            | Префектура      |
| ---------- | ------------------------------------ | --------------- |
| 51         | Марна                                | Шалон ан Шампањ |
| 52         | Горња Марна                          | Шомон           |
| 53         | Мајен                                | Лавал           |
| 54         | Мерт и Мозел                         | Нанси           |
| 55         | Меза                                 | Бар ле Дик      |
| 56         | Морбијан                             | Ван             |
| 57         | Мозел                                | Мец             |
| 58         | Нијевр                               | Невер           |
| 59         | Север                                | Лил             |
| 60         | Оаз                                  | Бове            |
| 61         | Орн                                  | Алансон         |
| 62         | Па де Кале                           | Арас            |
| 63         | Пиј де Дом                           | Клермон Феран   |
| 64         | Атлантски Пиринеји                   | По              |
| 65         | Високи Пиринеји                      | Тарб            |
| 66         | Источни Пиринеји                     | Перпињан        |
| 67         | Доња Рајна                           | Стразбур        |
| 68         | Горња Рајна                          | Колмар          |
| 69         | Рона                                 | Лион            |
| 70         | Горња Саона                          | Везул           |
| 71         | Саона и Лоара                        | Макон           |
| 72         | Сарт                                 | Ле Ман          |
| 73         | Савоја                               | Шамбери         |
| 74         | Горња Савоја                         | Анеси           |
| 75         | Париз Број некада додељен Сена       | Париз           |
| 76         | Приморска Сена                       | Руан            |
| 77         | Сена и Марна                         | Мелен           |
| 78         | ИвлинБрој некада додељен Сена и Оаза | Версај          |
| 79         | Де Севр                              | Ниор            |
| 80         | Сом                                  | Амјен           |
| 81         | Тарн                                 | Алби            |
| 82         | Тарн и Гарона                        | Монтобан        |
| 83         | Вар                                  | Тулон           |
| 84         | Воклиз                               | Авињон          |
| 85         | Вандеја                              | Ла Рош сир Јон  |
| 86         | Вијена                               | Поатје          |
| 87         | Горњи Вијен                          | Лимож           |
| 88         | Вогези                               | Епинал          |
| 89         | Јон                                  | Осер            |
| 90         | Територија Белфор                    | Белфор          |
| 91         | Есон                                 | Еври            |
| 92         | Сенски висови                        | Нантер          |
| 93         | Сена - Сен Дени                      | Бобињи          |
| 94         | Долина Марне                         | Кретеј          |
| 95         | Долина Оазе                          | Сержи/Понтоаз¹  |
| 971        | Гваделуп²                            | Бас Тер         |
| 972        | Мартиник²                            | Фор де Франс    |
| 973        | Гијана²                              | Кајен           |
| 974        | Реинион²                             | Сен Дени        |
| 976        | Мајот²                               | Мамудзу         |

Ноте:
1. Префектура Долина Оазе је успостављена у Понтоазу када је основан департман, али је де факто пресељена у оближњу комуну Сержи; тренутно, обе су ville nouvelle Сержи-Понтоаз.
2. Прекоморски департмани су бивше колоније које уживају сада статус сличан матичној Француској. Они су део Француске и Европске уније, иако су примењена специјална правила. У исто време оне чине један регион.

## Бивши департмани

### На садашњој територији Француске
| департман          | префектура | период постојања |
| ------------------ | ---------- | ---------------- |
| Рона и Лоара       | Лион       | (1790–1793)      |
| Кор                | Бастија    | (1790–1793)      |
| Голо               | Бастија    | (1793–1811)      |
| Лијамон            | Ајачо      | (1793–1811)      |
| Мон-Блан           | Шамбери    | (1792–1815)      |
| Леман              | Женева     | (1798–1814)      |
| Нерт               | Нанси      | (1790–1871)      |
| Сена               | Париз      | (1790–1967)      |
| Сена и Оаза        | Версај     | (1790–1967)      |
| Кор                | Ажаксио    | (1811–1975)      |
| Сен Пјер и Микелон | Сен Пјер   | (1976–1985)      |

#### Промене имена
Неколико департмана је променило име, обично избацивши горњи или доњи из свог имена.
| Старо име     | Данашње име            | Година промене |
| ------------- | ---------------------- | -------------- |
| Мајен и Лоара | Мен и Лоара            | 1791           |
| Бек д'Амбе    | Жиронда                | 1795           |
| Доњи Шарант   | Приморски Шарант       | 1941           |
| Доња Сена     | Приморска Сена         | 1955           |
| Доња Лоара    | Атлантска Лоара        | 1957           |
| Доњи Пиринеји | Атлантски Пиринеји     | 1969           |
| Доњи Алпи     | Горњопровансалски Алпи | 1970           |
| Северна обала | Приморје               | 1990           |

### Француски Алжир

#### Пре 1957.
| Редни број | Департман  | Префектура | Време постојања |
| ---------- | ---------- | ---------- | --------------- |
| 91         | Алжир      | Алжир      | (1848–1957)     |
| 92         | Оран       | Оран       | (1848–1957)     |
| 93         | Константин | Константен | (1848–1957)     |
| –          | Бон        | Анаба      | (1955–1957)     |

#### 1957—1962.
| Редни број | Департман  | Префектура    | Време постојања |
| ---------- | ---------- | ------------- | --------------- |
| 8A         | Оази       | Уаргла        | (1957–1962)     |
| 8B         | Саура      | Бешар         | (1957–1962)     |
| 9A         | Алжир      | Алжир         | (1957–1962)     |
| 9B         | Батна      | Батна         | (1957–1962)     |
| 9C         | Бон        | Анаба         | (1955–1962)     |
| 9D         | Константин | Константин    | (1957–1962)     |
| 9E         | Медеа      | Медеа         | (1957–1962)     |
| 9F         | Мостаганем | Мостаганем    | (1957–1962)     |
| 9G         | Оран       | Оран          | (1957–1962)     |
| 9H         | Орлеанвил  | Клеф          | (1957–1962)     |
| 9J         | Сетиф      | Сетиф         | (1957–1962)     |
| 9          | Тијаре     | Тијаре        | (1957–1962)     |
| 9L         | Тизи Узу   | Тити Узу      | (1957–1962)     |
| 9M         | Тлемсан    | Тлемсан       | (1957–1962)     |
| 9N         | Омал       | Сур ел Гозлан | (1958–1959)     |
| 9P         | Бужи       | Бежаја        | (1958–1962)     |
| 9R         | Саида      | Саида         | (1958–1962)     |

### У бившим колонијама Француске
| Департман            | Данашња локација                               | Време постојања |
| -------------------- | ---------------------------------------------- | --------------- |
| Јужни департман      | Доминиканска република/Хаити                   | (1795–1800)     |
| Департман де л'Енган | Доминиканска република/Хаити                   | (1795–1800)     |
| Северни департман    | Доминиканска република/Хаити                   | (1795–1800)     |
| Источни департман    | Доминиканска република/Хаити                   | (1795–1800)     |
| Департман де Самана  | Доминиканска република/Хаити                   | (1795–1800)     |
| Света Луција         | Света Луција, Тобаго                           | (1795–1800)     |
| Ил де Франс          | Маурицијус, Родригез, Сејшели                  | (1795–1800)     |
| Источна Индија       | Пондишери, Карикал, Јанаон, Махе иЧандернагоре | (1795–1800)     |

### Наполеоново царство
Постојало је неколико департмана на територијама које је освојила Француска током Француске револуције и Наполеоновог царства који данас нису део Француске:
| Департман     | Префектура  | Време постојања |
| ------------- | ----------- | --------------- |
| Мон Терибл    | Порентру    | (1793–1800)     |
| Коркир        | Крф         | (1797–1799)     |
| Итака         | Аргостоли   | (1797–1798)     |
| Мер Еже       | Зан         | (1797–1798)     |
| Дил           | Брисел      | (1795–1814)     |
| Еско          | Ган         | (1795–1814)     |
| Форе          | Луксембург  | (1795–1814)     |
| Жемап         | Монс        | (1795–1814)     |
| Лис           | Бриж        | (1795–1814)     |
| Доња Меза     | Мастрихт    | (1795–1814)     |
| Де Нет        | Антверпен   | (1795–1814)     |
| Урт           | Лијеж       | (1795–1814)     |
| Самбр и Меза  | Намир       | (1795–1814)     |
| Мон Тонер     | Мајнц       | (1801–1814)     |
| Рајна и Мозел | Кобленц     | (1801–1814)     |
| Роер          | Ахен        | (1801–1814)     |
| Сар           | Трир        | (1801–1814)     |
| Доар          | Ивреа       | (1802–1814)     |
| Маренго       | Алесандрија | (1802–1814)     |
| По            | Торино      | (1802–1814)     |
| Сесија        | Версејил    | (1802–1814)     |
| Стура         | Кунео       | (1802–1814)     |
| Танаро        | Асти        | (1802–1805)     |
| Апенини       | Кијавари    | (1805–1814)     |
| Жене          | Ђенова      | (1805–1814)     |
| Монтеноте     | Савона      | (1805–1814)     |
| Арно          | Фиренца     | (1808–1814)     |

| Департман              | Префектура  | Време постојања |
| ---------------------- | ----------- | --------------- |
| Медитеран              | Ливорно     | (1808–1814)     |
| Омброне                | Сијена      | (1808–1814)     |
| Таро                   | Парма       | (1808–1814)     |
| Рим                    | Рим         | (1809–1814)     |
| Тразимене              | Сполето     | (1809–1814)     |
| Буш ди Рен             | Хертогенбос | (1810–1814)     |
| Буш де л Еско          | Миделбург   | (1810–1814)     |
| Симплон                | Сион        | (1810–1814)     |
| Буш де ла Мез          | Хаг         | (1811–1814)     |
| Буш де л Исел          | Зволе       | (1811–1814)     |
| Западни Емс            | Гронинген   | (1811–1814)     |
| Источни Емс            | Аурих       | (1811–1814)     |
| Фризе                  | Леуварден   | (1811–1814)     |
| Горњи Исел             | Арнем       | (1811–1814)     |
| Зојдерзе               | Амстердам   | (1811–1814)     |
| Буш де л Елб           | Хамбург     | (1811–1814)     |
| Буш ди Везер           | Бремен      | (1811–1814)     |
| Горњи Емс              | Оснабрик    | (1811–1814)     |
| Липе                   | Минстер     | (1811–1814)     |
| Буш де л Ебре          | Љеида       | (1812–1813)     |
| Монсерат               | Барселона   | (1812–1813)     |
| Сегре                  | Пуђсерда    | (1812–1813)     |
| Тера                   | Ђирона      | (1812–1813)     |
| Буш де л'Ебре-Монсерат | Барселона   | (1813–1814)     |
| Сегре-Тера             | Ђирона      | (1813–1814)     |